# Copa Mundial de Fútbol Playa FIFA 2008
La Copa Mundial de Fútbol Playa de FIFA 2008 fue la cuarta edición de la Copa Mundial de Fútbol Playa de FIFA. supervisado por la FIFA, la Copa Mundial se inició el 17 de julio de 2008 y finalizó el 27 de julio de 2008 en Marsella, Francia.

## Equipos participantes
| Equipos participantes | Equipos participantes | Equipos participantes  | Equipos participantes |
| --------------------- | --------------------- | ---------------------- | --------------------- |
| Argentina             | Brasil                | Emiratos Árabes Unidos | España                |
| El Salvador           | Francia               | Irán                   | Islas Salomón         |
| Italia                | Japón                 | México                 | Camerún               |
| Portugal              | Rusia                 | Senegal                | Uruguay               |

## Primera fase
Los horarios corresponden a la hora de Francia

### Grupo A
| Equipo  | Pts | PJ | PG | PP | PGTR | GF | GC | Dif |
| ------- | --- | -- | -- | -- | ---- | -- | -- | --- |
| Francia | 5   | 3  | 1  | 1  | 1    | 15 | 14 | +1  |
| Uruguay | 5   | 3  | 1  | 1  | 1    | 17 | 12 | +5  |
| Senegal | 5   | 3  | 1  | 1  | 1    | 16 | 14 | +2  |
| Irán    | 0   | 3  | 0  | 3  | 0    | 8  | 16 | -8  |

- Debido al empate de puntos entre Francia, Uruguay y Senegal, se decidió por la diferencia de goles en los partidos entre estos equipos, donde Francia queda con +1, Uruguay con 0 y Senegal -1

- Resultados

| Fecha | Hora² | Partido¹ | Partido¹ | Partido¹ | Resultado |
| ----- | ----- | -------- | -------- | -------- | --------- |
| 07.17 | 16:15 | Uruguay  | -        | Irán     | 6-1       |
| 07.17 | 19:15 | Francia  | -        | Senegal  | 5-5 (1-2) |
| 07.19 | 14:45 | Senegal  | -        | Uruguay  | 7-8 (P)   |
| 07.19 | 19:15 | Irán     | -        | Francia  | 6-6 (1-2) |
| 07.21 | 17:45 | Senegal  | -        | Irán     | 4-1       |
| 07.21 | 19:15 | Francia  | -        | Uruguay  | 4-3       |

### Grupo B
| Equipo        | Pts | PJ | PG | PP | PGTR | GF | GC | Dif |
| ------------- | --- | -- | -- | -- | ---- | -- | -- | --- |
| Portugal      | 9   | 3  | 3  | 0  | 0    | 26 | 10 | +16 |
| Italia        | 6   | 3  | 2  | 1  | 0    | 15 | 10 | +5  |
| Islas Salomón | 3   | 3  | 1  | 2  | 0    | 14 | 23 | -9  |
| El Salvador   | 0   | 3  | 0  | 3  | 0    | 6  | 18 | -12 |

- Resultados

| Fecha | Hora² | Partido¹      | Partido¹ | Partido¹      | Resultado |
| ----- | ----- | ------------- | -------- | ------------- | --------- |
| 07.17 | 14:45 | Italia        | -        | Islas Salomón | 7-4       |
| 07.17 | 17:45 | Portugal      | -        | El Salvador   | 8-2       |
| 07.19 | 16:15 | Islas Salomón | -        | Portugal      | 4-13      |
| 07.19 | 17:45 | El Salvador   | -        | Italia        | 1-4       |
| 07.21 | 14:45 | Portugal      | -        | Italia        | 5-4 (P)   |
| 07.21 | 16:15 | El Salvador   | -        | Islas Salomón | 3-6       |

### Grupo C
| Equipo    | Pts | PJ | PG | PP | PGTR | GF | GC | Dif |
| --------- | --- | -- | -- | -- | ---- | -- | -- | --- |
| Argentina | 9   | 3  | 3  | 0  | 0    | 13 | 5  | +8  |
| Rusia     | 6   | 3  | 2  | 1  | 0    | 12 | 5  | +7  |
| EAU       | 3   | 3  | 1  | 2  | 0    | 12 | 14 | -2  |
| Camerún   | 0   | 3  | 0  | 3  | 0    | 4  | 17 | -13 |

- Resultados

| Fecha | Hora² | Partido¹  | Partido¹ | Partido¹  | Resultado |
| ----- | ----- | --------- | -------- | --------- | --------- |
| 07.18 | 14:45 | Rusia     | -        | Argentina | 3-5       |
| 07.18 | 17:45 | EAU       | -        | Camerún   | 10-4      |
| 07.20 | 16:15 | Argentina | -        | EAU       | 5-2       |
| 07.20 | 17:45 | Camerún   | -        | Rusia     | 0-4       |
| 07.22 | 14:45 | EAU       | -        | Rusia     | 0-5       |
| 07.22 | 16:15 | Camerún   | -        | Argentina | 0-3       |

### Grupo D
| Equipo | Pts | PJ | PG | PP | PGTR | GF | GC | Dif |
| ------ | --- | -- | -- | -- | ---- | -- | -- | --- |
| Brasil | 9   | 3  | 3  | 0  | 0    | 18 | 4  | +14 |
| España | 6   | 3  | 2  | 1  | 0    | 10 | 5  | +5  |
| México | 3   | 3  | 1  | 2  | 0    | 6  | 12 | -6  |
| Japón  | 0   | 3  | 0  | 3  | 0    | 5  | 18 | -13 |

- Resultados

| Fecha | Hora² | Partido¹ | Partido¹ | Partido¹ | Resultado |
| ----- | ----- | -------- | -------- | -------- | --------- |
| 07.18 | 16:15 | México   | -        | Japón    | 4-3       |
| 07.18 | 19:15 | Brasil   | -        | España   | 3-2       |
| 07.20 | 14:45 | España   | -        | México   | 2-1       |
| 07.20 | 19:15 | Japón    | -        | Brasil   | 1-8       |
| 07.22 | 17:45 | España   | -        | Japón    | 6-1       |
| 07.22 | 19:15 | Brasil   | -        | México   | 7-1       |

## Segunda fase

### Cuadro general
|  | Cuartos de final | Cuartos de final |        |             | Semifinales | Semifinales |        |              | Final        | Final |  |
|  |                  |                  |        |             |             |             |        |              |              |       |  |
|  |                  |                  |        |             |             |             |        |              |              |       |  |
|  | Francia          | 1                |        |             |             |             |        |              |              |       |  |
|  | Francia          | 1                |        |             |             |             |        |              |              |       |  |
|  | Italia           | 5                |        |             |             |             |        |              |              |       |  |
|  | Italia           | 5                |        | Italia (p.) | 4 (1)       |             |        |              |              |       |  |
|  |                  |                  |        | Italia (p.) | 4 (1)       |             |        |              |              |       |  |
|  |                  |                  | España | 4 (0)       |             |             |        |              |              |       |  |
|  | Argentina        | 0                | España | 4 (0)       |             |             |        |              |              |       |  |
|  | Argentina        | 0                |        |             |             |             |        |              |              |       |  |
|  | España           | 2                |        |             |             |             |        |              |              |       |  |
|  | España           | 2                |        |             |             |             |        | Italia       | 3            |       |  |
|  |                  |                  |        |             |             |             |        | Italia       | 3            |       |  |
|  |                  |                  | Brasil | 5           |             |             |        |              |              |       |  |
|  | Portugal         | 6                | Brasil | 5           |             |             |        |              |              |       |  |
|  | Portugal         | 6                |        |             |             |             |        |              |              |       |  |
|  | Uruguay          | 3                |        |             |             |             |        |              |              |       |  |
|  | Uruguay          | 3                |        | Portugal    | 4           |             |        | Tercer lugar | Tercer lugar |       |  |
|  |                  |                  |        | Portugal    | 4           |             |        | Tercer lugar | Tercer lugar |       |  |
|  |                  |                  | Brasil | 5           |             |             |        |              |              |       |  |
|  | Brasil           | 6                | Brasil | 5           |             |             | España | 4            |              |       |  |
|  | Brasil           | 6                |        |             |             |             | España | 4            |              |       |  |
|  | Rusia            | 4                |        |             |             |             |        |              | Portugal     | 5     |  |
|  | Rusia            | 4                |        |             |             |             |        |              | Portugal     | 5     |  |
|  |                  |                  |        |             |             |             |        |              |              |       |  |

### Cuartos de final
| Fecha | Hora | Partido   | Partido | Partido | Resultado |
| ----- | ---- | --------- | ------- | ------- | --------- |
| 07.24 |      | Portugal  | -       | Uruguay | 6-3       |
| 07.24 |      | Francia   | -       | Italia  | 1-5       |
| 07.24 |      | Brasil    | -       | Rusia   | 6-4       |
| 07.24 |      | Argentina | -       | España  | 0-2       |

### Semifinales
| Fecha | Hora | Partido | Partido | Partido  | Resultado      |
| ----- | ---- | ------- | ------- | -------- | -------------- |
| 07.25 |      | España  | -       | Italia   | 4-4 (0-1 Pen.) |
| 07.25 |      | Brasil  | -       | Portugal | 5-4            |

### Tercer lugar
| Fecha | Hora | Partido  | Partido | Partido | Resultado |
| ----- | ---- | -------- | ------- | ------- | --------- |
| 07.27 |      | Portugal | -       | España  | 5-4       |

### Final
| Fecha | Hora | Partido | Partido | Partido | Resultado |
| ----- | ---- | ------- | ------- | ------- | --------- |
| 07.27 |      | Brasil  | -       | Italia  | 5-3       |

|                            |
| Bandera de Brasil          |
| Campeón Brasil 3.er título |

## Medallero
|        |        |          |
| Brasil | Italia | Portugal |